# Thalaina tetraclada
Thalaina tetraclada es una especie de polillas perteneciente a la familia Geometridae. Fue erigido por el entomólogo británico Oswald Bertram Lower en 1900. Se encuentra distribuido con endemismo en Australia.

## Descripción
Es una polilla mediana con una envergadura de 40 milímetros (1,6 plg). Las polillas adultas tienen alas blanquecinas con líneas marrones en los bordes y dos líneas marrones a lo largo de cada ala delantera. Las alas posteriores presentan una mancha negra dentada.